# 圣安德烈古勒杜瓦
圣安德烈古勒杜瓦（法語：Saint-André-Goule-d'Oie，法語發音：[sɛ̃.t‿ɑ̃dʁe ɡul dwa]）是法国卢瓦尔河地区大区旺代省的一个市镇，属于永河畔拉罗什区。

## 地理
圣安德烈古勒杜瓦（46°50'6"N, 1°11'31"W）面积20.19 平方千米，位于法国卢瓦尔河地区大区旺代省，该省份为法国西部沿海省份，北起大西洋卢瓦尔省和曼恩-卢瓦尔省，西临大西洋，南至滨海夏朗德省，东部及东南部与德塞夫勒省接壤。
与圣安德烈古勒杜瓦接壤的市镇（或旧市镇、城区）包括：绍谢、沙瓦涅昂帕耶、埃萨尔昂博卡日、拉拉巴特利耶尔、圣弗洛朗斯、圣菲尔让、旺德雷讷、莱塞萨尔。

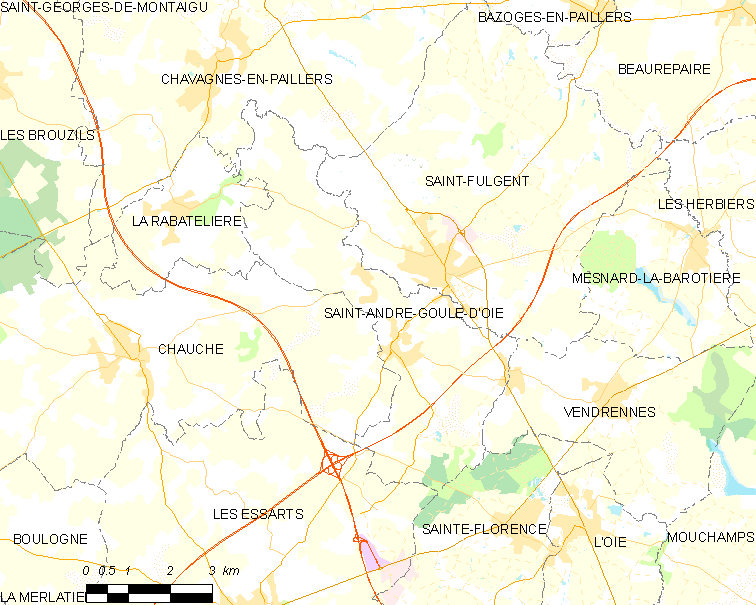
圣安德烈古勒杜瓦的OSM定位图

圣安德烈古勒杜瓦的时区为UTC+01:00、UTC+02:00（夏令时）。

## 行政
圣安德烈古勒杜瓦的邮政编码为85250，INSEE市镇编码为85196。

## 政治
圣安德烈古勒杜瓦所属的省级选区为蒙泰居旺代县。

## 人口

1962-2008年间圣安德烈古勒杜瓦人口变化图示

圣安德烈古勒杜瓦于2022年1月1日时的人口数量为1942人。